# Selección de vóley playa de Venezuela
La Selección de vóley playa de Venezuela es el equipo formado por jugadores de nacionalidad venezolana que representa a la Liga Venezolana de Voleibol en las competiciones internacionales organizadas por la Federación Internacional de Voleibol (FIVB) o el Comité Olímpico Internacional (COI): los Juegos Olímpicos, Circuito Sudamericano de Voleibol de Playa y Campeonatos mundiales de categorías menores principalmente.

## Selección masculina
- Medalla de plata en los Juegos Panamericanos (2011)
- Medalla de plata en el Circuito Sudamericano de Voleibol de Playa (2014)
- Medalla de bronce en el Circuito Sudamericano de Voleibol de Playa (2011, 2012, 2015)
- Medalla de oro en los Juegos Suramericanos (2010)
- Medalla de plata en la Copa Continental Voleibol de Playa (2012)[1]
- Medalla de oro en los Juegos Suramericanos de Playa (2014)
- Medalla de bronce en los Juegos Suramericanos de Playa (2014)
- Medalla de plata en los Juegos Suramericanos de Playa (2011)
- Medalla de plata en los Juegos Suramericanos de la Juventud (2013)
- Medalla de oro en los Juegos Centroamericanos y del Caribe (2010)
- Medalla de plata en los Juegos Centroamericanos y del Caribe (2006)
- Medalla de bronce en los Juegos Centroamericanos y del Caribe (2002)

- Juegos Bolivarianos:
- Medalla de oro: (2009, 2017)
- Medalla de plata: (2013)
- Medalla de bronce: (2005, 2013)

- Juegos Bolivarianos de Playa:
- Medalla de oro: (2014)
- Medalla de plata: (2012, 2016)
- Medalla de bronce: (2012)

### Campeonato Mundial de Vóley Playa
| 2007 | VI  | Gstaad         | No clasificó |
| 2009 | VII | Stavanger      | 17° lugar    |
| 2013 | IX  | Stare Jabłonki | Clasificó    |
| 2015 | X   | Ámsterdam      | Clasificó    |
| 2017 | XI  | Viena          | Clasificó    |
| 2019 | XII | Hamburgo       | Por disputar |

## Selecciones juveniles

### Selección Sub-21
- Campeonato Mundial de Vóley Playa Sub-21:

- Subcampeón: (2005)
- Tercer lugar: (2016)

### Selección Sub-19
- Campeonato Mundial de Vóley Playa Sub-19:
- Tercer lugar: (2014)
- 5° lugar: (2013)[2]

## Selección femenina
- Medalla de plata en el Circuito Sudamericano de Voleibol de Playa (2011, 2012, 2015)
- Medalla de plata en los Juegos Suramericanos de Playa (2014)
- Medalla de bronce en los Juegos Suramericanos de la Juventud  (2017)
- Medalla de plata en los Juegos Centroamericanos y del Caribe (2002, 2014)
- Medalla de bronce en los Juegos Centroamericanos y del Caribe (1998, 2006)
- Medalla de oro en los Juegos Bolivarianos de Playa (2012, 2014)
- Medalla de plata en los Juegos Bolivarianos de Playa (2016)
- Medalla de bronce en los Juegos Bolivarianos (2017)
- Medalla de oro en la Copa Continental de Voleibol Playa (2016)[3]